# San Julián (Rúa)
San Julián (llamada oficialmente desde 1995 San Xulián) es una parroquia y un lugar del municipio español de Rúa, en la provincia de Orense, Galicia.

## Límites
Limita con las parroquias de Cereixido y Cernego al norte, San Miguel de Otero al este, La Rúa al sur Roblido y Bendilló al este.

## Organización territorial
La parroquia está formada por una entidad de población:
- San Julián (San Xulián)

## Historia
La parroquia se encuentra a unos 900 metros de altitud, aguas arriba del arroyo de Alzapernas, cuyas aguas fueron aprovechadas por los romanos para la extracción de oro. El testimonio más evidente es el depósito aurífero de la Pala, donde se aprecia claramente una erosión artificial, con grandes trozos de piedra desprendidos junto a la fuente de las Pinguelas, erosión provocada por el método de la ruina montium, algo muy similar a lo que realizaron en las Médulas, moviendo grandes cantidades de tierra por la fuerza de las aguas. El destacamento romano que trabajó en esa explotación bien pudo asentarse en la vecina Somoza (sub Montium), y levantar la olvidada ponte de Pérez para facilitar el trasiego de carros y materiales en la zona donde existe más desnivel en el citado arroyo, enlazando con el Cotillón o camino de subida a San Julián. 
En el censo de 1755, tenía 25 hogares. En la cosecha de la jurisdicción de Valdeorras de 1775 aparecen once contribuyentes, que declaran trece cerdos. En los censos posteriores los habitantes de San Julián aparecen englobados con los de San Esteban, y ya en el de 1906 aparecen en el ayuntamiento de La Rúa, con 136 habitantes. En 1917 la población disminuye un poco por la emigración en masa hacia Suramérica luego de los estragos de la filoxera, y hay 131 habitantes. En la década de 1940 se alcanza la población máxima, con 150 habitantes, que caen de nuevo a causa de la emigración hacia Francia en las dos décadas siguientes. 
El santo patrón es San Julián, y su festividad se celebra el 9 de enero. Sin embargo, la imagen escultórica de la iglesia parroquial mezcla por una parte el báculo y la mitra, tiara, libro abierto y manto rojo de San Julián Obispo, cuya festividad se celebra el 28 de enero, y por otra parte la espada de San Julián mártir, cuya festividad se celebra el 9 de enero y que es santo patrón de remeros, barqueros y peregrinos.
| Gráfica de evolución demográfica de San Julián entre 2000 y 2023 |
|                                                                  |
| Datos según el nomenclátor publicado por el INE.                 |